# Membracis notulata
Membracis notulata är en insektsart som beskrevs av Albino Morimasa Sakakibara 1992. Membracis notulata ingår i släktet Membracis och familjen hornstritar. Inga underarter finns listade i Catalogue of Life.